# Emmanuel Sarki
Emmanuel Sarki (Kaduna, 26 dicembre 1987) è un calciatore nigeriano naturalizzato haitiano, attaccante del Batory Wola Batorska.

## Carriera

### Club
Sarki fu portato in Europa dai norvegesi del Lyn Oslo, che lo prelevarono dal Gray. Arrivato ad Oslo nell'estate 2004, vi rimase per circa un anno e mezzo, prima di sostenere un provino positivo con il Chelsea, con la formazione londinese che gli offrì un contratto e lo prestò successivamente ai belgi del Westerlo.
Successivamente, vestì la maglia degli israeliani dell'Ashdod, per poi tornare in Belgio e militare nelle file del Waasland-Beveren. Si trasferì in seguito ai polacchi del Wisła Cracovia.

### Nazionale
Partecipò al Mondiale Under-17 2003 con la Nigeria under 17, manifestazione in cui disputò 3 partite. Ad agosto 2014, venne convocato dalla nazionale haitiana, in virtù del fatto che suo nonno materno era nato in quella zona. Il 10 settembre 2014 si accomodò quindi in panchina nell'amichevole contro il Cile. Nei giorni seguenti, dichiarò che in passato era stato invitato a pagare una certa somma di denaro per essere convocato nella Nigeria ma che si era sempre rifiutato di farlo.